# چن یونگلیانگ
چن یونگلیانگ (انگلیسی: Chen Yongliang؛ زادهٔ ۲۸ مهٔ ۱۹۶۸) کشتی‌گیر اهل چین بود. وی در بازی‌های المپیک تابستانی ۱۹۸۸ شرکت کرده‌است.